# Râul Ciurita
Râul Ciurita este un curs de apă, afluent al râului Sălăuța. 